# Култура Средњи Стог
Култура Средњи Стог названа је по украјинском селу Середњи Стих (укр. Хортиця) гдје је први пут описана, а датира 4500–3500 п. н. е. Била је смештена северно од Азовског мора између река Дњепар и Дон.

## Опис
Као номадско-сточарска култура имала је контакта с пољопривредном Трипиљском културом на западу, односно била је савременик Хваљинске културе. Постоји предлог (Јурија Расамакина) да би је требало, уместо културом, сматрати подручјем, али са четири различита културна елемента. Најпознатији стручњак за ову културу Дмитриј Телегин поделио је Средњи Стог у две различите фазе: рану и касну. Мноштво сличних карактеристика са народима у окружењу указује на њихово културно мешање и да су заједно са другим народима Црноморско-Каспијске степе учествовали у развићу историјско-културне заједнице каснијег енеолита. На изворном подручју следила ју је Јамна култура.
Најважнија улога ове културе је била у припитомљавању коња, чему одавде датирају најранији докази (између 4000-3500. п. н. е.).
Погреби су се вршили у јамама на равном, непокриврено накупинама земље (курганима). Покојници су били смештани на леђа с испруженим ногама. При сахрањивању користио се у обредне сврхе окер. Ова култура познавала је грнчарију, чак и самостално развијену, а такође и камене бојне секире које се у каснијим периодима везују за индоевропске културе на Западу.
У контексту Курганске хипотезе коју је изнела Марија Гимбутас, ова пре-курганска археолошка култура може представљати прадомовину Прото-индоевропског језика.